# Piabuna
Piabuna es un género de arañas araneomorfas de la familia Corinnidae. Se encuentra en Norteamérica.

## Lista de especies
Según The World Spider Catalog 12.0:
- Piabuna brevispina Chamberlin & Ivie, 1935
- Piabuna longispina Chamberlin & Ivie, 1935
- Piabuna nanna Chamberlin & Ivie, 1933
- Piabuna pallida Chamberlin & Ivie, 1935
- Piabuna reclusa Gertsch & Davis, 1940
- Piabuna xerophila Chamberlin & Ivie, 1935